# Spider-Man 2
Spider-Man 2 er en amerikansk actionfilm, instrueret af Sam Raimi, der blev udgivet i midten af 2004, og er den anden film i Spider-Man-serien. Filmen er skrevet af Alvin Sargent og udviklet af Alfred Gough, Miles Millar, David Koepp pg Michael Chabon. 
Tobey Maguire er indehaver af hovedrollen som Peter Parker (Spider-Man). Kirsten Dunst spiller den smukke Mary Jane Watson og James Franco spiller den rige Harry Osborn, som har overtaget faderens firma efter den første film.

## Medvirkende
- Tobey Maguire som Peter Parker / Spider-Man
- Kirsten Dunst som Mary Jane Watson
- James Franco som  Harry Osborn / New Goblin
- Alfred Molina som Otto Octavius / Doctor Octopus